# Karl Bernhard Wiklund
Karl Bernhard Wiklund, känd som K.B. Wiklund, född den 15 mars 1868 i Västerås, död den 29 augusti 1934 i Uppsala, var en svensk språkvetare. Han var professor i finsk-ugriska språk vid Uppsala universitet 1905–1933.

## Biografi
Wiklund blev filosofie doktor 1896, docent samma år, extra ordinarie professor 1905 och slutligen kom han att inneha professuren i finsk-ugrisk språkforskning vid Uppsala universitet 1909–1933. Wiklund var en språkvetare som hade kunskaper om hela den uraliska språkfamiljen och gjorde banbrytande insatser inom den jämförande uraliska grammatiken. Med honom etablerades en ny disciplin vid Uppsala universitet.
År 1894 hade Wiklund fått en tjänst som lärare i finska och samiska vid Uppsala universitet. Redan under gymnasieåren i Västerås hade han intresserat sig för dessa språk och 1885, direkt efter studentexamen, återfanns han i Jokkmokk. Han doktorerade i samisk ljudlära, ty det var samernas kultur och språk som låg honom närmast om hjärtat. Finskan ägnade han endast ett mera förstrött intresse. Sina intryck efter en resa i Värmlands finnskogar sammanfattade han i tidskriften Ymer (1902). 
Wiklund var även viktig vid tillkomsten av nomadskolor för Sveriges samer. 
Tillsammans med Karl Ferdinand Johansson, Karl Vilhelm Zetterstéen och Johan August Lundell grundade Wiklund år 1906 den svenska språkvetenskapliga tidskriften Le monde oriental. Här skrev han flera viktiga artiklar. 
Wiklund invaldes 1930 som ledamot nummer 830 av Kungliga Vetenskapsakademien.
Året efter sin pensionering avled Wiklund. Under hans levnadsår var finsk-ugriska språk ett mycket litet ämne, som huvudsakligen lästes av teologer som ämnade börja en karriär i Tornedalen. Björn Collinder var en av Wiklunds mest namnkunniga elever. 
Wiklund var även den ledande kraften för det forskningsarbete i skidornas historia, som på Skidfrämjandets initiativ igångsattes 1927. Av största betydelse var hans typindelningar av skidorna. Banbrytande för forskningen var hans artiklar i årsboken På skidor (1926, 1928, 1929, 1931 och 1933).
Karl Bernhard Wiklund ingick äktenskap 22 augusti 1905, och är begravd på Uppsala gamla kyrkogård.